# تونی هولاوی

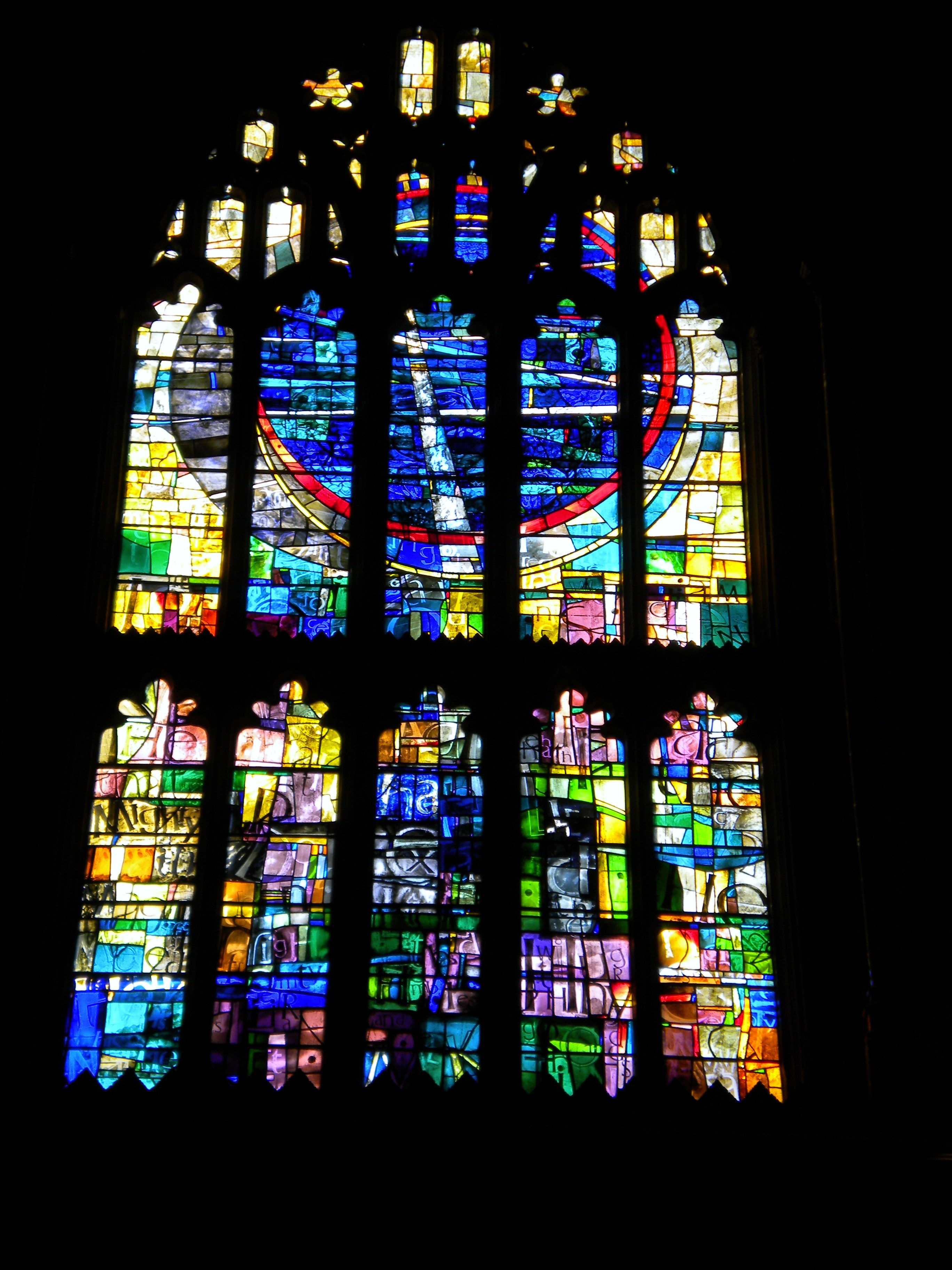
پنجره سنت ماری، کلیسای جامع منچستر (سال ۱۹۸۰).

تونی هولاوی (انگلیسی: Tony Hollaway; 1928 – ۹ اوت ۲۰۰۰)یک طراح رنگ آمیزی شیشه‌ای، هنرمند و مجسمه‌ساز اهل بریتانیا بود.
هولاوی در دورست به دنیا و بزرگ شده بود. او در مدرسه دستور زبان پوول و دانشگاه هنر بورنموث به دنبال آن کالج سلطنتی هنر در لندن تحصیل کرد.
هولاوی طراح پنج پنجره بزرگ شیشه‌ای رنگی ساخته شده در کلیسای جامع منچستر بین سال‌های ۱۹۳۷ و ۱۹۹۵ بود.